# Línea 40 (EMT Valencia)
La línea 40 Universidades-Estación del Norte de EMT de Valencia es una línea de autobús que une la Estación del Norte con el campus universitario de la Avenida dels Tarongers.

## Recorrido
Dirección Universidades
Castellón, Germanías, Reino de Valencia, Alameda, Tomás Montañana, Doctor Manuel Candela, Ramon Llull.
Dirección Estación del Norte
Ramon Llull, Doctor Manuel Candela, Tomás Montañana, Reino de Valencia, Ruzafa, Castellón.

## Características
|                     | Frecuencia de paso aproximada                 |
| ------------------- | --------------------------------------------- |
| Laborables          | 9-13 min (7:21-21:47),15-16 min (21:47-22:03) |
| Sábados             | 10-14 min                                     |
| Domingos y festivos | 12-17 min                                     |

## Historia
Se tiene constancia su funcionamiento desde antes de 1966, su función era conectar la Avenida Barón de Cárcer (Avenida del Oeste) con el Barrio de San José haciendo un recorrido circular que partía del final de dicha avenida e iba por las calles San Pablo, Alicante, Antiguo Reino, Eduardo Boscá, Cardenal Benlloch, Palancia, Avenida Blasco Ibáñez, General Elio, Tetuán, Colón y San Pablo. En esta época la línea 41 hacía este recorrido circular en sentido inverso. En 1976 los cambios del sentido de circulación provocaron la reestructuración de la línea. En el periodo 1987-1988 se cambia el recorrido por la Calle Yecla y luego girando a Blasco Ibáñez.
El 3 de mayo de 1991 varió su itinerario, con la apertura del primer tramo de la Av. Balears y el acondicionamiento del eje de Manuel Candela en los 80, la línea dejó de pasar por Tránsitos dejando de pasar por Eduardo Boscá y Cardenal Benlloch haciendo el recorrido por la Avenida Baleares y luego Manuel Candela y sus prolongaciones, hasta llegar a la Universidad Politécnica, debido a su ampliación y consiguiente aumento de demanda. Luego de vuelta a la estación volvía por Clariano, Blasco Ibáñez y siguiendo su ruta habitual hasta la calle Xàtiva donde dejó de regular en la Calle San Pablo y se cambió el recorrido desde esta calle, girando por Jesús y luego regulando en Plaza España y volviendo a la Avenida Reino de Valencia por la Gran Vía Germanías.
No fue hasta el día 15 de septiembre del 2000 cuando las líneas 40 y 41 dejaron de recorrido circular complementario y pasaron a ser líneas de recorrido independiente cuando se cambia de nuevo la regulación a la Calle Xàtiva y se deja de utilizar la Avenida Baleares para utilizar el Pont del Regne, abierto unos meses antes para seguir por la prolongación de la Alameda, girar a Tomás Montañana y seguir por Doctor Manuel Candela su recorrido habitual hasta la Universidad Politécnica. En dirección a la Estación del Norte cambia completamente su recorrido haciendo el recorrido de ida en sentido inverso por las Calles Doctor Manuel Candela, Tomás Montañana, Reino de Valencia, Russafa, Xàtiva y San Pablo.
Modificó en julio de 2006 su recorrido por la Avenida dels Tarongers, pues anteriormente iba desde Ramon Llull hasta el cruce de la Avenida Cataluña, pero debido a las obras de demolición del paso superior de la autovía V-21 de entrada a Valencia acortó el recorrido dando la vuelta al final de Ramon Llull. Desde el año 2008 en dirección Universidades pasa por la Calle Castellón dejando la Calle Alicante para acceder a la Gran Vía Germanías. Debido a las obras de construcción del futuro Tranvía Tavernes Blanques-Natzaret en dirección Universidades dejó de pasar por Antiguo Reino, haciéndolo por Marqués del Turia y luego por Joaquín Costa, volviendo a Marqués del Túria a principios de diciembre de 2010. El 26 de julio de 2016, debido a la remodelación de líneas en dirección Estación del Norte ya no pasa por la Calle San Pablo y desde Xàtiva gira directamente a la Calle Alicante para seguir por Calle Castellón.

## Otros datos
| Líneas de autobuses que prestan servicio en Valencia |               |                  |
| Línea anterior:                                      | Línea actual: | Línea siguiente: |
| 35 Línea 35                                          | 40 Línea 40   | 60 Línea 60      |